# Grabkreuz am Brunnen 109

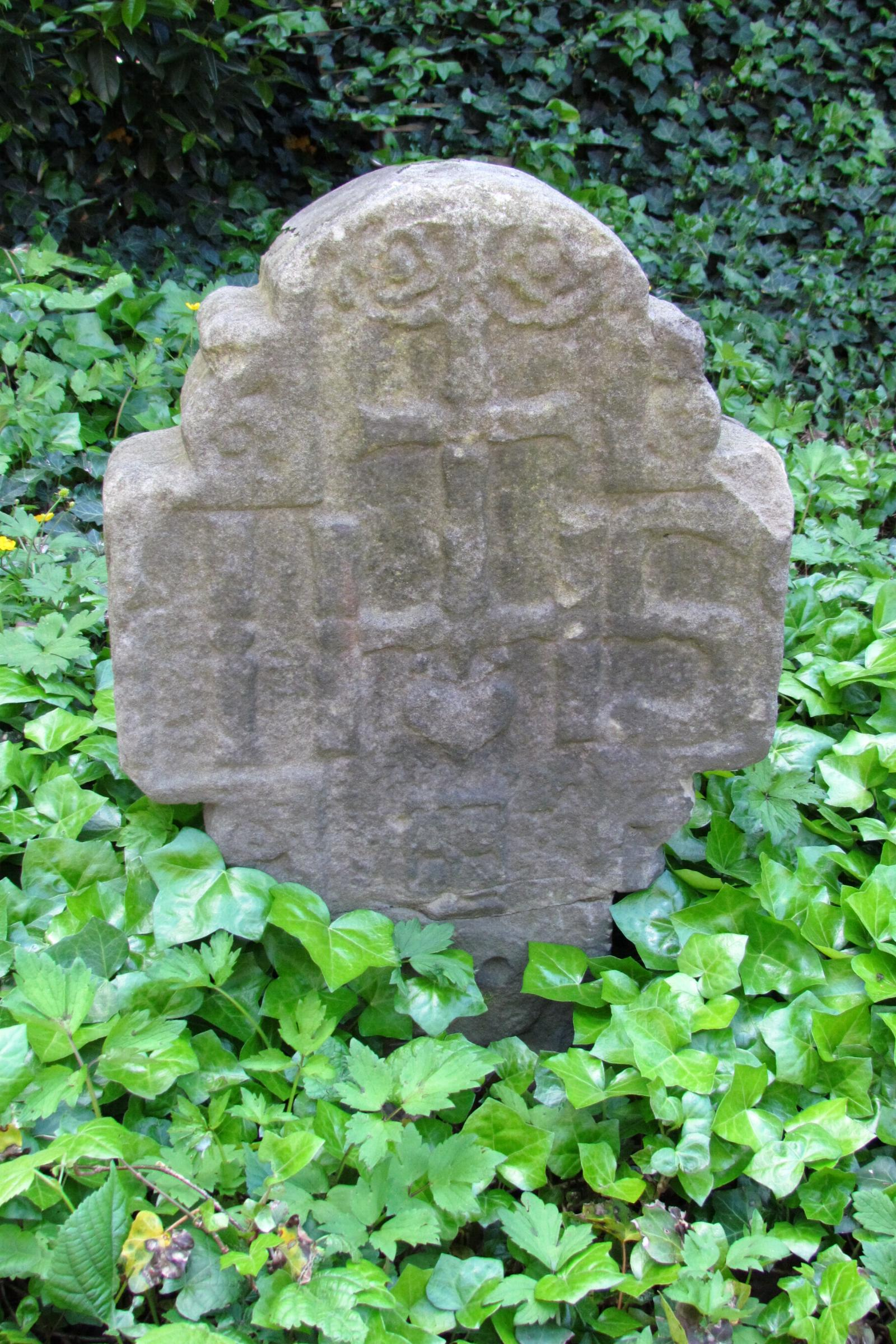
Grabkreuz am Brunnen

Das Grabkreuz am Brunnen steht in Korschenbroich  im Rhein-Kreis Neuss in Nordrhein-Westfalen in einer Gruppe mit anderen Grabkreuzen am Kirchplatz 4.
Das Grabkreuz wurde unter Nr. 109 am 2. Juni 1987 in die Liste der Baudenkmäler in Korschenbroich eingetragen.
Bei dem Grabkreuz handelt es sich um ein Kreuz aus Liedberger Sandstein von 15,5 cm Tiefe und 47 cm Breite. Die Sichtseite ist die eigentliche Rückseite des Kreuzes. Auf der abgewandten Vorderseite befindet sich oben die Inschrift „IHS“, die Grabinschrift darunter ist verwittert und nicht zu entziffern. Auf der Rückseite des Kreuzes befindet sich oben die Inschrift „IHS“ mit aufgesetztem Kreuz, unten das Bildnis eines Herzes mit Pfeil sowie eines Schädels mit gekreuzten Knochen. Das Kreuz ist von künstlerischer und volkskundlicher Bedeutung und daher als Denkmal erhaltenswert.